# Cyamops dayi
Cyamops dayi är en tvåvingeart som beskrevs av Khoo 1985. Cyamops dayi ingår i släktet Cyamops och familjen savflugor. Inga underarter finns listade i Catalogue of Life.